# Spongdal
Spongdal är en tätort i Trondheims kommun, Trøndelag fylke, Norge. Orten utgjorde tidigare centralort i dåvarande Bynesets kommun i Sør-Trøndelag fylke.